# Saint-Hilliers
Saint-Hilliers (anciennement en dialecte Saint Yé) est une commune française située dans le département de Seine-et-Marne en région Île-de-France.

## Géographie

### Localisation

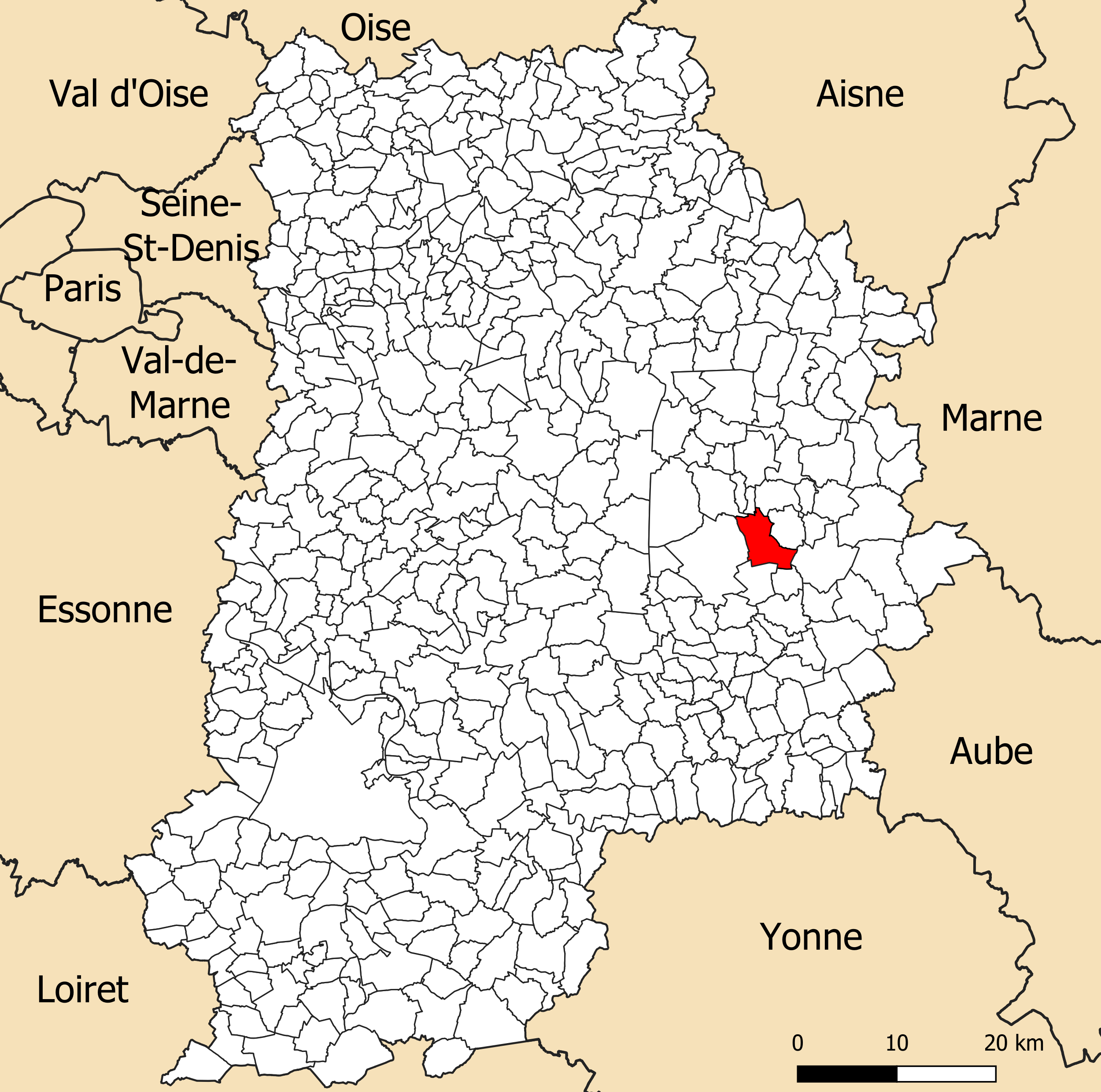
Localisation de la commune de Saint-Hilliers dans le département de Seine-et-Marne.

La commune est située à environ 8,9 kilomètres au nord de Provins.

### Géologie et relief
L'altitude de la commune varie de 136 mètres à 176 mètres pour le point le plus haut, le centre du bourg se situant à environ 156 mètres d'altitude (mairie). Elle est classée en zone de sismicité 1, correspondant à une sismicité très faible.

### Hydrographie

#### Réseau hydrographique

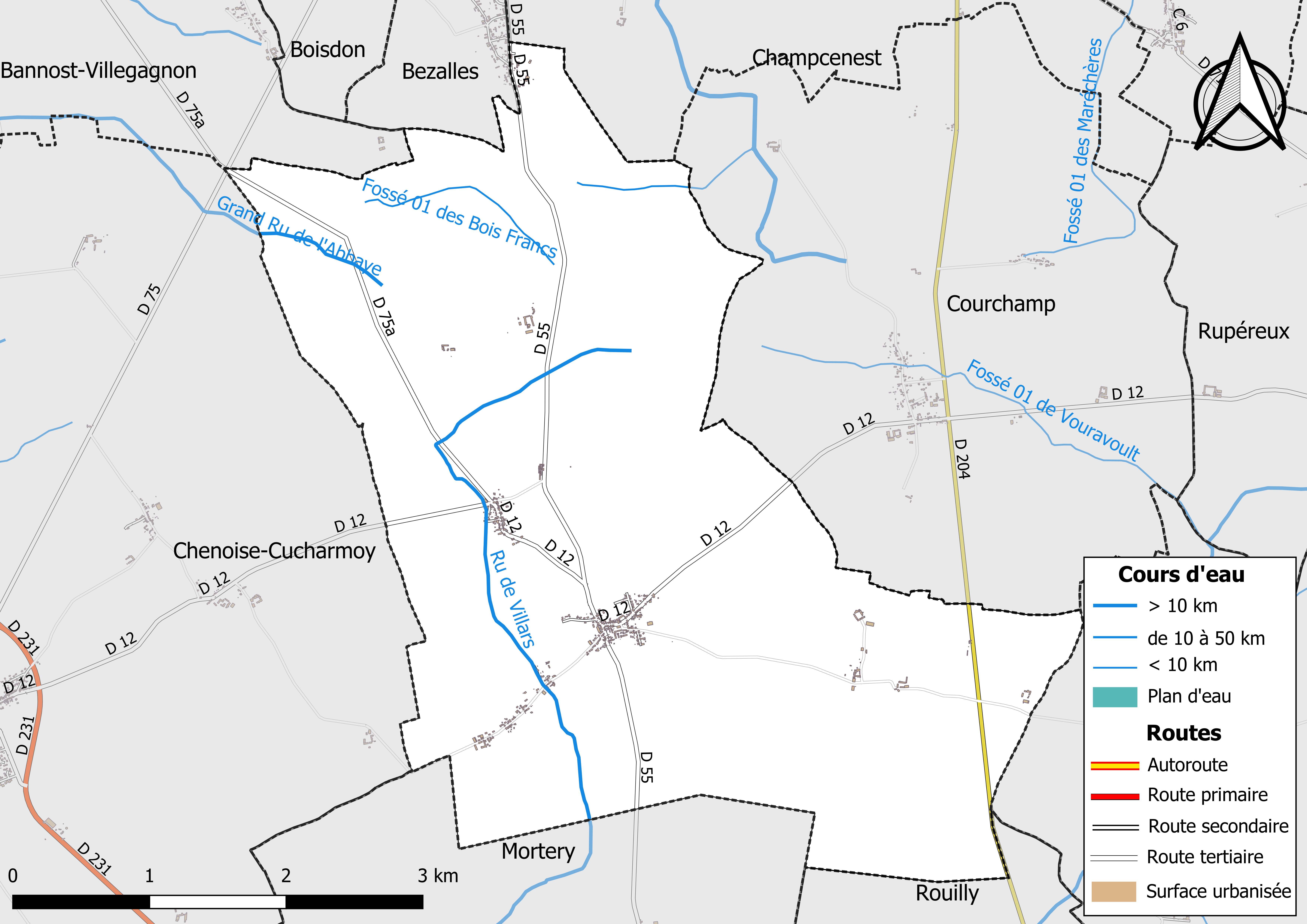
Carte des réseaux hydrographique et routier de Saint-Hilliers.

Le réseau hydrographique de la commune se compose de  quatre cours d'eau référencés :
- le Grand Ru de l'Abbaye, 10,51 km[3], et ;
- le fossé 01 du Bois de Quincy, 1,41 km[4], affluents de la Visandre ;
- le ru de Villars, 10,52 km[5], qui conflue avec le  ru de Barcq ;
- le fossé 01 des Bois Francs, 1,66 km[6].

La longueur totale des cours d'eau sur la commune est de 8,33 km.

#### Gestion des cours d'eau
Afin d’atteindre le bon état des eaux imposé par la Directive-cadre sur l'eau du 23 octobre 2000, plusieurs outils de gestion intégrée s’articulent à différentes échelles : le SDAGE, à l’échelle du bassin hydrographique, et le SAGE, à l’échelle locale. Ce dernier fixe les objectifs généraux d’utilisation, de mise en valeur et de protection quantitative et qualitative des ressources en eau superficielle et souterraine. Le département de Seine-et-Marne est couvert par six SAGE, au sein du bassin Seine-Normandie. La commune fait partie de deux SAGE : « Yerres » et « Bassée Voulzie ».
Le SAGE « Yerres » a été approuvé le 13 octobre 2011. Il correspond au bassin versant de l’Yerres, d'une superficie de 1 017 km2, parcouru par un réseau hydrographique de 450 kilomètres de long environ, répartis entre le cours de l’Yerres et ses affluents principaux que sont : le ru de l'Étang de Beuvron, la Visandre, l’Yvron, le Bréon, l’Avon, la Marsange, la Barbançonne, le Réveillon. Le pilotage et l’animation du SAGE sont assurés par le syndicat mixte pour l'assainissement et la gestion des eaux du bassin versant de l’Yerres (SYAGE), qualifié de « structure porteuse ».
Le SAGE « Bassée Voulzie »  est en cours d'élaboration en décembre 2020. Il concerne 144 communes dont 73 en Seine-et-Marne, 50 dans l'Aube, 15 dans la Marne et 6 dans l'Yonne, pour une superficie de 1 710 km2,. Le pilotage et l’animation du SAGE sont assurés par Syndicat Mixte Ouvert de l’eau potable, de l’assainissement collectif, de l’assainissement non collectif, des milieux aquatiques et de la démoustication (SDDEA), qualifié de « structure porteuse ».

### Climat
Pour des articles plus généraux, voir Climat de l'Île-de-France et Climat de Seine-et-Marne.
En 2010, le climat de la commune est de type climat océanique dégradé des plaines du Centre et du Nord, selon une étude du CNRS s'appuyant sur une série de données couvrant la période 1971-2000. En 2020, Météo-France publie une typologie des climats de la France métropolitaine dans laquelle la commune est exposée à un climat océanique altéré et est dans la région climatique Nord-est du bassin Parisien, caractérisée par un ensoleillement médiocre, une pluviométrie moyenne régulièrement répartie au cours de l’année et un hiver froid (3 °C).
Pour la période 1971-2000, la température annuelle moyenne est de 10,4 °C, avec une amplitude thermique annuelle de 15,5 °C. Le cumul annuel moyen de précipitations est de 747 mm, avec 11,7 jours de précipitations en janvier et 8 jours en juillet. Pour la période 1991-2020, la température moyenne annuelle observée sur la station météorologique la plus proche, située sur la commune de Bezalles à 6 km à vol d'oiseau, est de 11,4 °C et le cumul annuel moyen de précipitations est de 752,7 mm,. Pour l'avenir, les paramètres climatiques de la commune estimés pour 2050 selon différents scénarios d'émission de gaz à effet de serre sont consultables sur un site dédié publié par Météo-France en novembre 2022.

### Milieux naturels et biodiversité

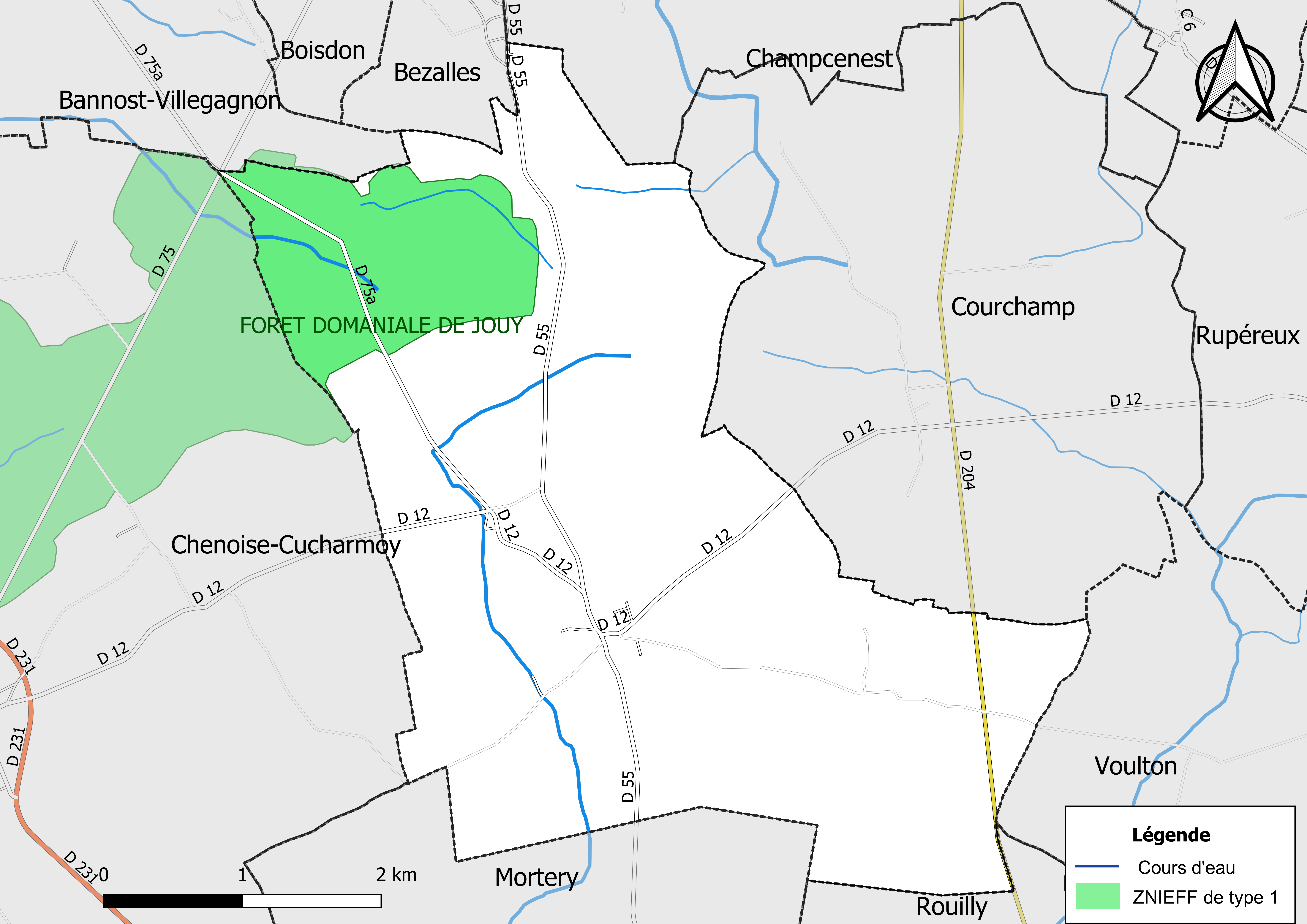
Carte des ZNIEFF de type 1 localisées sur la commune.

L’inventaire des zones naturelles d'intérêt écologique, faunistique et floristique (ZNIEFF) a pour objectif de réaliser une couverture des zones les plus intéressantes sur le plan écologique, essentiellement dans la perspective d’améliorer la connaissance du patrimoine naturel national et de fournir aux différents décideurs un outil d’aide à la prise en compte de l’environnement dans l’aménagement du territoire.
Le territoire communal de Saint-Hilliers comprend une ZNIEFF de type 1,,, 
la « forêt domaniale de Jouy » (1 956,57 ha), couvrant 7 communes du département.

## Urbanisme

### Typologie
Au 1er janvier 2024, Saint-Hilliers est catégorisée commune rurale à habitat dispersé, selon la nouvelle grille communale de densité à sept niveaux définie par l'Insee en 2022.
Elle est située hors unité urbaine. Par ailleurs la commune fait partie de l'aire d'attraction de Paris, dont elle est une commune de la couronne,. Cette aire regroupe 1 929 communes,.

### Lieux-dits et écarts
La commune compte 93 lieux-dits administratifs répertoriés consultables ici.

### Occupation des sols
L'occupation des sols de la commune, telle qu'elle ressort de la base de données européenne d’occupation biophysique des sols Corine Land Cover (CLC), est marquée par l'importance des territoires agricoles (81,1 % en 2018), une proportion identique à celle de 1990 (81,1 %). La répartition détaillée en 2018 est la suivante : 
terres arables (81,1% ), forêts (17,1% ), milieux à végétation arbustive et/ou herbacée (1,6% ), zones urbanisées (0,2 %).
Parallèlement, L'Institut Paris Région, agence d'urbanisme de la région Île-de-France, a mis en place un inventaire numérique de l'occupation du sol de l'Île-de-France, dénommé le MOS (Mode d'occupation du sol), actualisé régulièrement depuis sa première édition en 1982. Réalisé à partir de photos aériennes, le Mos distingue les espaces naturels, agricoles et forestiers mais aussi les espaces urbains (habitat, infrastructures, équipements, activités économiques, etc.) selon une classification pouvant aller jusqu'à 81 postes, différente de celle de Corine Land Cover,,. L'Institut met également à disposition des outils permettant de visualiser par photo aérienne l'évolution de l'occupation des sols de la commune entre 1949 et 2018.

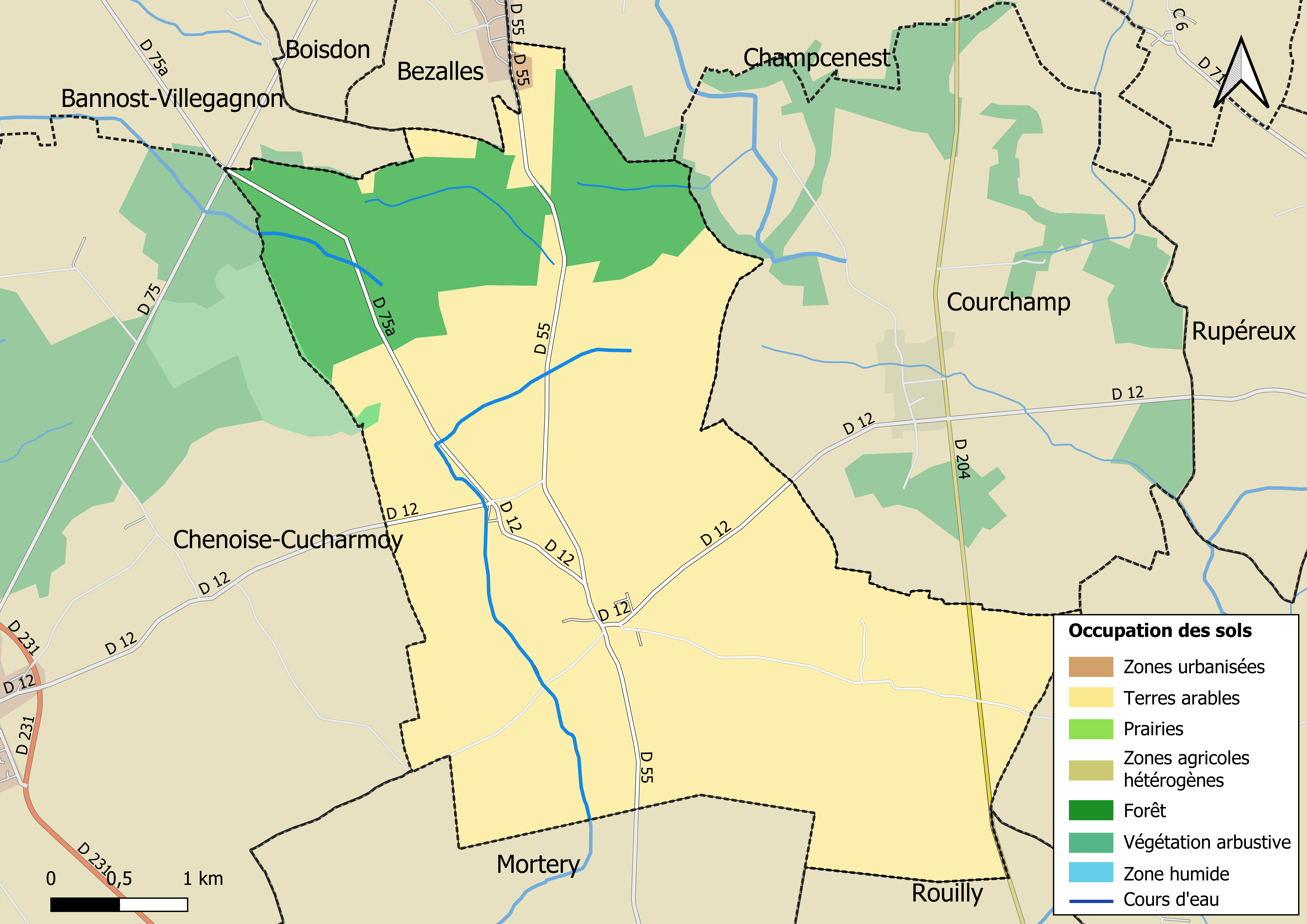
Carte des infrastructures et de l'occupation des sols en 2018 (CLC) de la commune.
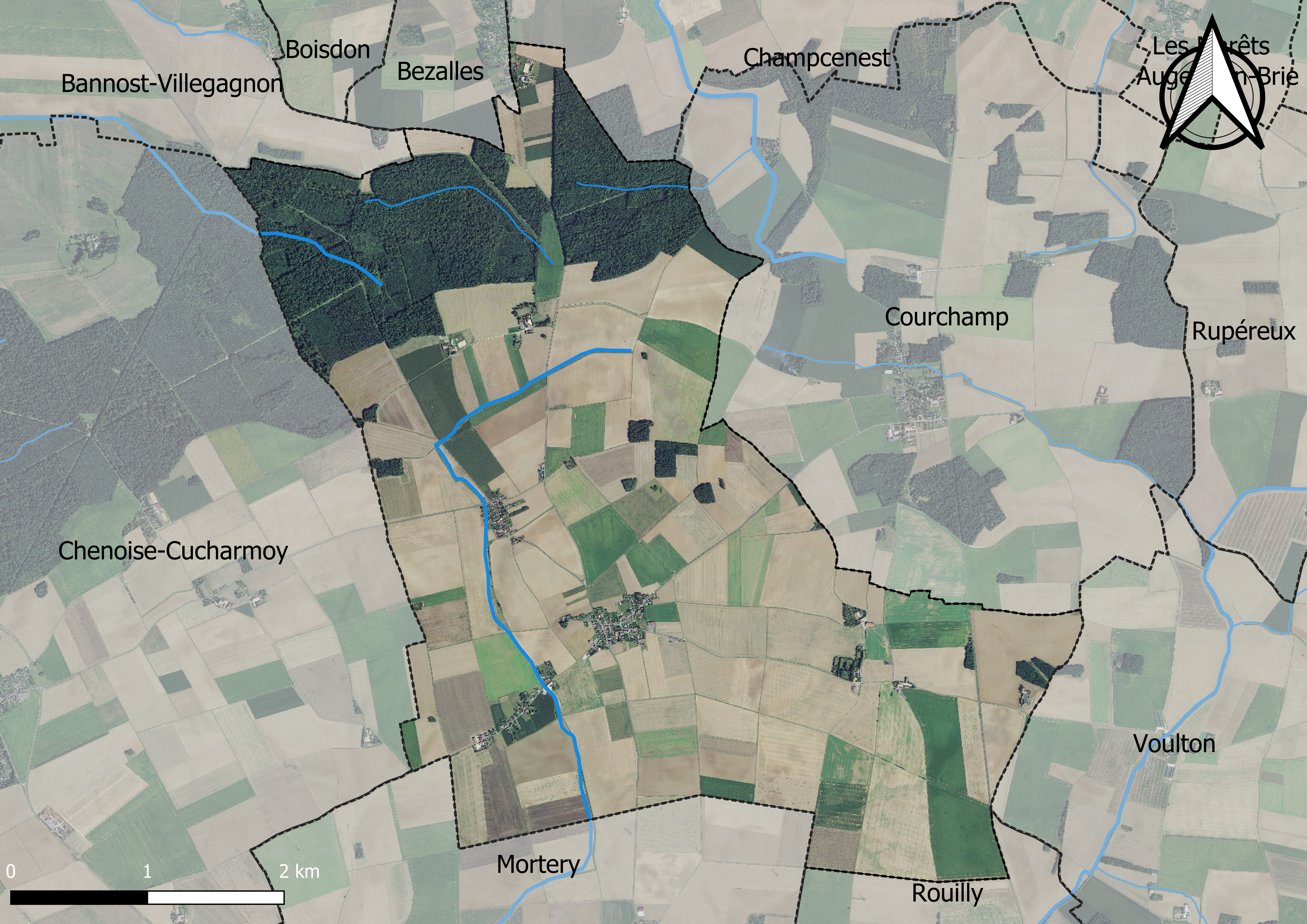
Carte orhophotogrammétrique de la commune.

### Planification
La loi SRU du 13 décembre 2000 a incité les communes à se regrouper au sein d’un établissement public, pour déterminer les partis d’aménagement de l’espace au sein d’un SCoT, un document d’orientation stratégique des politiques publiques à une grande échelle et à un horizon de 20 ans et s'imposant aux documents d'urbanisme locaux, les PLU (Plan local d'urbanisme). La commune est dans le territoire du SCOT Grand Provinois, dont le projet a été arrêté le 29 janvier 2020, porté par le syndicat mixte d’études et de programmation (SMEP) du Grand Provinois, qui regroupe les Communautés de Communes du Provinois et de Bassée-Montois, soit 82 communes.
La commune disposait en 2019 d'une carte communale approuvée.

### Logement
En 2016, le nombre total de logements dans la commune était de 220 dont 96,8 % de maisons et 2,7 % d’appartements.
Parmi ces logements, 81 % étaient des résidences principales, 7,4 % des résidences secondaires et 11,6 % des logements vacants.
La part des ménages fiscaux propriétaires de leur résidence principale s’élevait à 83,8 % contre 14,5 % de locataires et 1,7 % logés gratuitement.

## Toponymie
Le nom de la localité est mentionné sous les formes Apud Sanctum Hilarium en 1225 ; Saint Elier en 1265 ; Saint Ylier en 1274 ; Saint Elyer en 1276 ; Saint Yllier lez Provins en 1385 ; Saint Illier en 1720 ; Saint Hilier en 1766.
L'hagiotoponyme de la commune et l'église paroissiale sont sous l'invocation de Saint Hilaire de Poitiers.

## Politique et administration

### Liste des maires
| Période                                  | Période    | Identité             | Étiquette | Qualité          |
| ---------------------------------------- | ---------- | -------------------- | --------- | ---------------- |
| Les données manquantes sont à compléter. |            |                      |           |                  |
| 1995                                     | 2001       | Daniel Pin           |           |                  |
| 2001                                     | 2008       | Jean-Pierre Foessel  |           |                  |
| 2008                                     | avril 2014 | Jean-Pierre Boisvert |           | Agriculteur      |
| avril 2014                               | En cours   | Catherine Gallois    |           | Clerc de notaire |

## Équipements et services

### Eau et assainissement
L’organisation de la distribution de l’eau potable, de la collecte et du traitement des eaux usées et pluviales relève des communes. La loi NOTRe de 2015 a accru le rôle des EPCI à fiscalité propre en leur transférant cette compétence. Ce transfert devait en principe être effectif au 1er janvier 2020, mais la loi Ferrand-Fesneau du 3 août 2018 a introduit la possibilité d’un report de ce transfert au 1er janvier 2026,.

#### Assainissement des eaux usées
En 2020, la commune de Saint-Hilliers gère le service d’assainissement collectif (collecte, transport et dépollution) en régie directe, c’est-à-dire avec ses propres personnels.
L’assainissement non collectif (ANC) désigne les installations individuelles de traitement des eaux domestiques qui ne sont pas desservies par un réseau public de collecte des eaux usées et qui doivent en conséquence traiter elles-mêmes leurs eaux usées avant de les rejeter dans le milieu naturel. La communauté de communes du Provinois assure pour le compte de la commune le service public d'assainissement non collectif (SPANC), qui a pour mission de vérifier la bonne exécution des travaux de réalisation et de réhabilitation, ainsi que le bon fonctionnement et l’entretien des installations,.

#### Eau potable
En 2020, l'alimentation en eau potable est assurée par le syndicat de l'Eau de l'Est seine-et-marnais (S2E77) qui en a délégué la gestion à l'entreprise Veolia, dont le contrat expire le 31 mars 2032,,.

## Population et société

### Démographie
L'évolution du nombre d'habitants est connue à travers les recensements de la population effectués dans la commune depuis 1793. Pour les communes de moins de 10 000 habitants, une enquête de recensement portant sur toute la population est réalisée tous les cinq ans, les populations de référence des années intermédiaires étant quant à elles estimées par interpolation ou extrapolation. Pour la commune, le premier recensement exhaustif entrant dans le cadre du nouveau dispositif a été réalisé en 2007.

En 2022, la commune comptait 479 habitants, en évolution de +1,91 % par rapport à 2016 (Seine-et-Marne : +3,92 %, France hors Mayotte : +2,11 %).
| 1793 | 1800 | 1806 | 1821 | 1831 | 1836 | 1841 | 1846 | 1851 |
| ---- | ---- | ---- | ---- | ---- | ---- | ---- | ---- | ---- |
| 509  | 426  | 451  | 414  | 446  | 473  | 482  | 547  | 559  |

| 1856 | 1861 | 1866 | 1872 | 1876 | 1881 | 1886 | 1891 | 1896 |
| ---- | ---- | ---- | ---- | ---- | ---- | ---- | ---- | ---- |
| 582  | 606  | 613  | 642  | 608  | 618  | 650  | 676  | 641  |

| 1901 | 1906 | 1911 | 1921 | 1926 | 1931 | 1936 | 1946 | 1954 |
| ---- | ---- | ---- | ---- | ---- | ---- | ---- | ---- | ---- |
| 627  | 571  | 546  | 507  | 518  | 501  | 507  | 479  | 455  |

| 1962 | 1968 | 1975 | 1982 | 1990 | 1999 | 2006 | 2007 | 2012 |
| ---- | ---- | ---- | ---- | ---- | ---- | ---- | ---- | ---- |
| 353  | 318  | 291  | 277  | 340  | 400  | 427  | 431  | 459  |

| 2017 | 2022 | - | - | - | - | - | - | - |
| ---- | ---- | - | - | - | - | - | - | - |
| 473  | 479  | - | - | - | - | - | - | - |

## Économie

### Revenus de la population et fiscalité
En 2018, le nombre de ménages fiscaux de la commune était de 183, représentant 479 personnes et la  médiane du revenu disponible par unité de consommation  de 21 910 euros.

### Emploi
En 2017 , le nombre total d’emplois dans la zone était de 79, occupant 216 actifs  résidants.
Le taux d'activité de la population (actifs ayant un emploi) âgée de 15 à 64 ans s'élevait à 64,5 % contre un taux de chômage de 12,3 %.
Les 23,2 % d’inactifs se répartissent de la façon suivante : 10,5 % d’étudiants et stagiaires non rémunérés, 6,6 % de retraités ou préretraités et 6 % pour les autres inactifs.

### Secteurs d'activité

#### Entreprises et commerces
En 2019, le nombre d’unités légales et d’établissements (activités marchandes hors agriculture. ) par secteur d'activité était de 27 dont 7 dans la construction, 7 dans le commerce de gros et de détail, transports, hébergement et restauration, 2 dans l’Information et communication, 1 dans les activités financières et d'assurance, 2 dans les activités immobilières, 5 dans les activités spécialisées, scientifiques et techniques et activités de services administratifs et de soutien, et 3  étaient relatifs aux autres activités de services.
En 2020, 5 entreprises individuelles ont été créées sur le territoire de la commune.
Au 1er janvier 2021, la commune ne disposait pas d’hôtel et de terrain de camping.
Depuis le 29 janvier 2021, L’Adresse Mobile, entreprise de restauration en foodtruck et livraisons a basé son siège social sur la commune.

#### Agriculture
Saint-Hilliers est dans la petite région agricole dénommée la « Brie champenoise » (ou Provinois), une partie de la Brie autour de Provins. En 2010, l'orientation technico-économique de l'agriculture sur la commune est la culture de céréales et d'oléoprotéagineux (COP).
Si la productivité agricole de la Seine-et-Marne se situe dans le peloton de tête des départements français, le département enregistre un double phénomène de disparition des terres cultivables (près de 2 000 ha par an dans les années 1980, moins dans les années 2000) et de réduction d'environ 30 % du nombre d'agriculteurs dans les années 2010. Cette tendance se retrouve au niveau de la commune où le nombre d’exploitations est passé de 18 en 1988 à 13 en 2010. Parallèlement, la taille de ces exploitations augmente, passant de 105 ha en 1988 à 174 ha en 2010.
Le tableau ci-dessous présente les principales caractéristiques des exploitations agricoles de Saint-Hilliers, observées sur une période de 22 ans : 
|                                      | 1988  | 2000  | 2010  |
| ------------------------------------ | ----- | ----- | ----- |
| Dimension économique,                |       |       |       |
| Nombre d’exploitations (u)           | 18    | 16    | 13    |
| Travail (UTA)                        | 32    | 25    | 22    |
| Surface agricole utilisée (ha)       | 1 893 | 2 069 | 2 260 |
| Cultures                             |       |       |       |
| Terres labourables (ha)              | 1 885 | 2 068 | 2 258 |
| Céréales (ha)                        | 1 287 | 1 300 | 1 473 |
| dont blé tendre (ha)                 | 951   | 1070  | s     |
| dont maïs-grain et maïs-semence (ha) | 215   | s     | s     |
| Tournesol (ha)                       | 92    |       |       |
| Colza et navette (ha)                | 122   | s     | 387   |
| Élevage                              |       |       |       |
| Cheptel (UGBTA)                      | 37    | 34    | 0     |

## Culture locale et patrimoine

### Lieux et monuments
- L'église Saint-Hilaire, XIVe siècle : croisée d'ogives sous le clocher, abside percée de trois fenêtres, auquel il convient d’ajouter le patrimoine mobilier classé suivant : 
  - Plaque funéraire de Jehan Nicolle[58] ;
  - Dalle funéraire de Jean de La Boirre et de Jeanne de Merlin, sa femme, mort en 1521 (Maçonnée dans le mur du collatéral droit )[59] ;
  - Dalle funéraire d'André de Bufay, mort en 1557, et de Nicole de Harville, sa femme, morte en 1559 (Maçonnée dans le mur du collatéral droit)[60] ;
  - Dalle funéraire de Guillaume de Mortery, mort en 1260, et de sa femme (Dallage du bas-côté gauche)[61] ;
  - Dalle funéraire de Robert Saillant, curé de Mortery, mort en 1347 (Dallage)[62] ;
  - Cloche en bronze de 1633[63] ;
  - Console en bois et marbre (Abside, au sud de l'autel)[64] ;
  - Statue de Saint Eloi en bois[65] ;
  - Statue de Sainte Barbe en pierre polychrome (Nef)[66].

Dalles funéraires
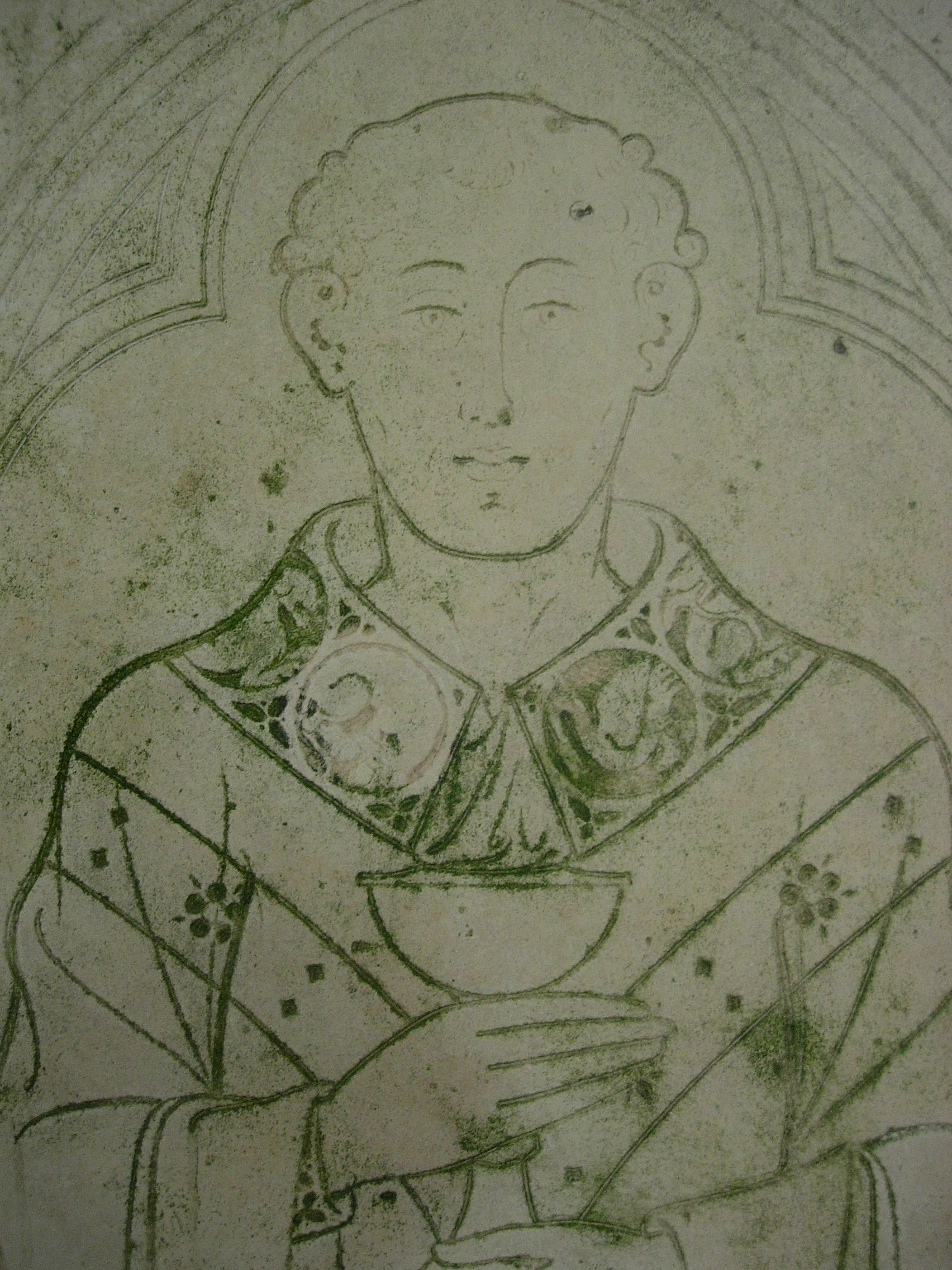
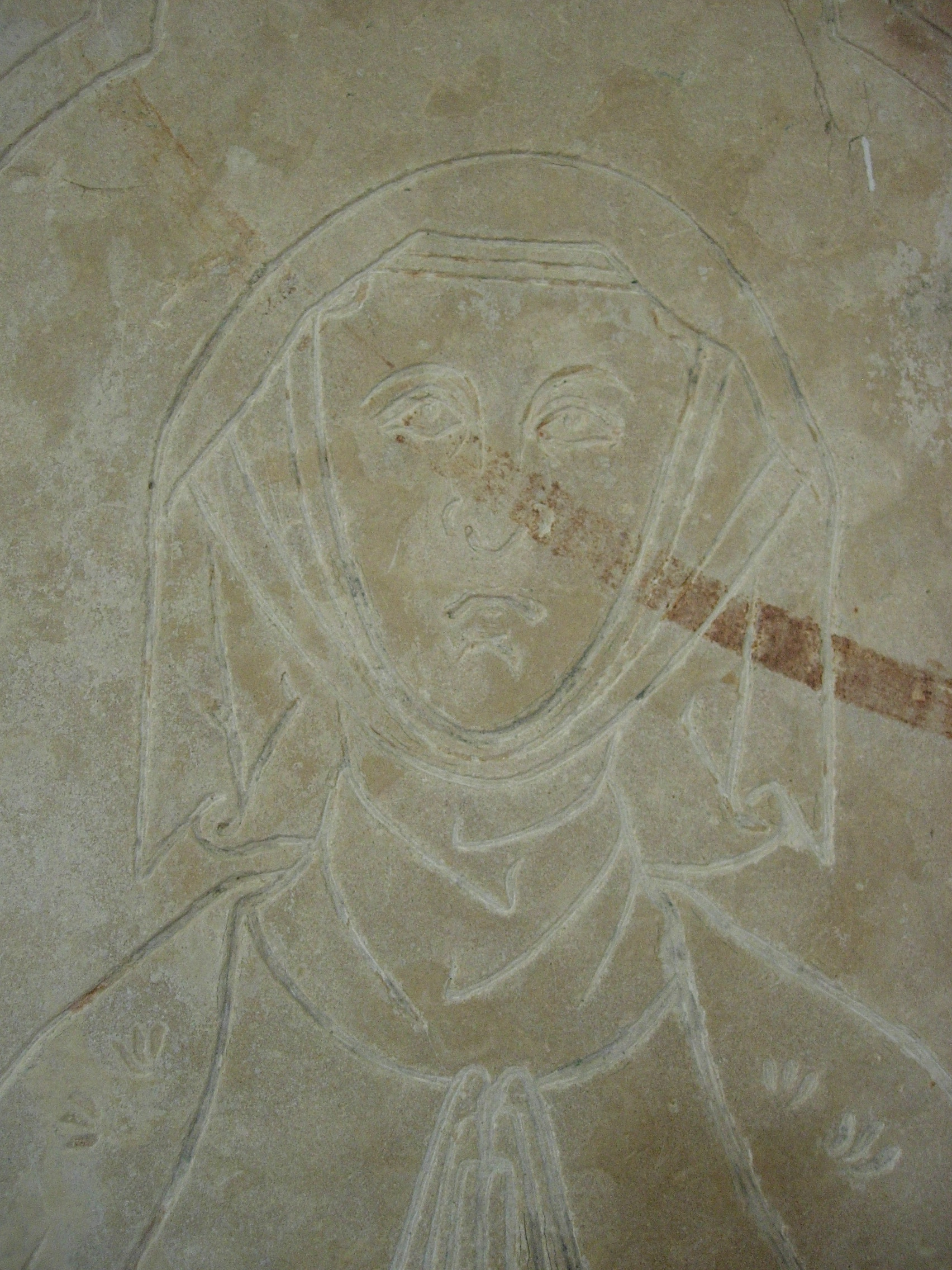
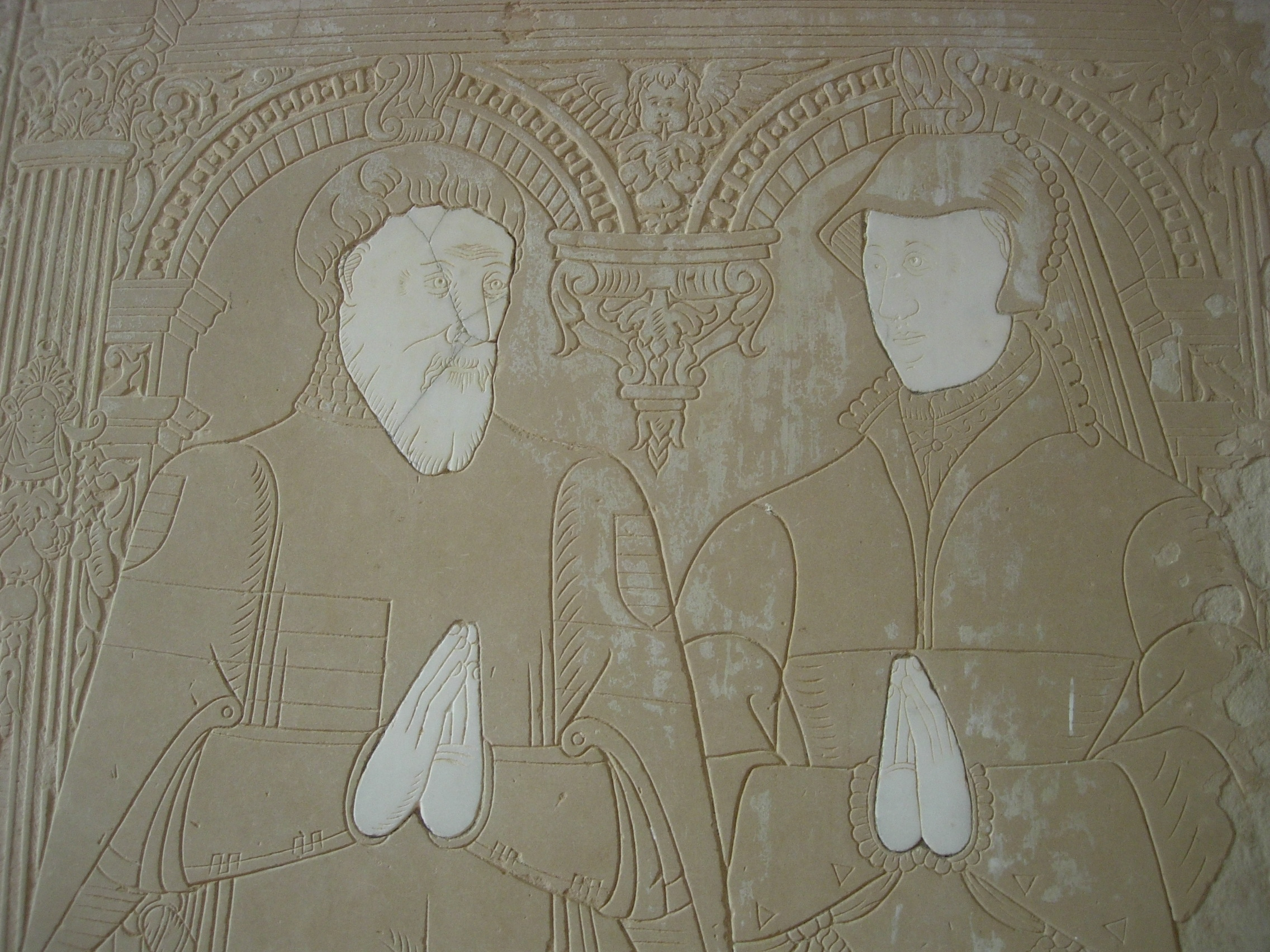

### Héraldique
| Blason de Saint-Hilliers | Blason  | De gueules à la tour d'argent ouverte, ajourée et maçonnée de sable, accostée de deux couleuvres ondoyantes en pal et affrontées d'argent, le tout surmonté de trois glands d'or, la cupule en haut, rangés en chef. |
| Blason de Saint-Hilliers | Détails | Le statut officiel du blason reste à déterminer. |